# 潘輝括

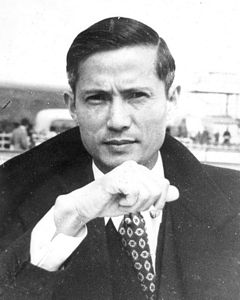
潘輝括

潘輝括（發音：[faːn˧˧ hwi˧˧ kwaːt̚˧˦]；1908年6月12日—1979年4月27日），也譯作潘輝适，字周舉（Châu Cử，[t͡ɕəw˧˧ kɨ˧˩]），越南政治人物。
潘辉括是河静省德寿府干禄县耕获总收获社人（今属河静省禄河县），维新二年（1908年）出生，父親是阮朝刑部郎中潘輝松，弟弟是越南著名史學家潘輝梨，妻名鄧氏李（Đặng Thị Lý）。
潘輝括曾任越南國首相和越南共和国总理。在越南国保大帝担任国家元首时，他担任教育部长、国防部长。1954年代理首相。后反对吴廷琰的政策。1964年，阮慶为总统时，潘輝括为外交部长。1965年，阮文绍夺权后，任命潘輝括为南越总理。不久阮高祺取代了他。1975年，北越攻陷西貢，潘輝括被捕。1979年4月27日，潘輝括在狱中去世。
| 官衔          | 官衔                                          | 官衔          |
| ------------- | --------------------------------------------- | ------------- |
| 前任： 范登林 | 第3任越南共和國外交部長 1964年2月－1964年11月 | 繼任： 范登林 |